# Жевержеева, Тамара Левкиевна
Тама́ра Левки́евна Жеверже́ева (Тама́ра Дже́ва; 17 марта 1907, Санкт-Петербург — 9 декабря 1997, Нью-Йорк, Нью-Йорк) — русская балерина, хореограф, голливудская и бродвейская актриса. Первая жена Джорджа Баланчина (1924—1926). Рождённая в Санкт-Петербурге, в 1924 году уехала из Советской России в Европу, с 1927 года жила в США, где сделала успешную кино- и театральную карьеру.

## Биография

### Семья и ранние годы
Родилась 17 марта 1907 года в Петербурге в семье предпринимателя, коллекционера и театрального деятеля Левкия Жевержеева и актрисы Тамары Николаевны Урталь, имевшей шведские корни.
В детстве отец привёл Тамару в Мариинский театр на «Эсмеральду» с Матильдой Кшесинской, впечатлённая девочка захотела стать танцовщицей и поступить в Императорское балетное училище, однако родители оказались категорически против: семья её отца была баснословно богата и принадлежала к довольно высоким кругам общества, балетная стезя как карьера для девочки из такой семьи, как тогда считали, была неприемлема. После революции 1917 года семья потеряла всё состояние, отца арестовали и отпустили чудом, благодаря заступничеству артистов, которым он сам ранее оказывал протекцию. Сказав, что в условиях новой советской реальности он не может предложить ей будущего, о котором шла речь раньше, отец разрешил Тамаре заняться балетом профессионально. Она стала заниматься на вечерних балетных курсах бывшего Императорского театрального училища, а также брала уроки в частной студии Евгении Соколовой.
В училище она познакомилась со своим будущим мужем Георгием Баланчивадзе, вскоре у них завязался роман. По семейной легенде, родители Тамары дали своё согласие на брак после того, как приглашённый в гости Георгий сыграл Левкию Ивановичу обожаемого им Вагнера. С 1921 года Баланчивадзе развивал собственную труппу «Молодой балет». Артисты жили впроголодь, вскоре стало ясно, что и творческих перспектив в Советской России для них крайне мало. Постепенно им удалось добиться разрешения на выезд на гастроли, 4 июля 1924 года несколько молодых артистов Мариинки отправились на пароходе в Европу. Однако накануне отъезда при подозрительных обстоятельствах погибла одна из артисток, Лидия Иванова.
Первое время их преследовали неудачи: в Берлине выступления стали провальными, гастроли перенесли в небольшие города Рейнской провинции — Висбаден, Эмс, Мозель. Жевержеева вспоминала, что тогда они «танцевали в мрачных, плохо освещаемых залах. В летних театрах, на открытых сценах, в бальных комнатах на частных вечерах, в пивных садах и перед душевнобольными». Молодые артисты провели две недели выступлений в Лондоне, также крайне неудачных. Выданные им визы заканчивались, единственным местом, куда их небольшая труппа могла попасть, оставался Париж. В столице Франции Баланчивадзе привлёк внимание Дягилева, великий импресарио взял всех артистов к себе в антрепризу. Дягилев придумал для Баланчивадзе псевдоним Джордж Баланчин и предоставил ему место балетмейстера в своей труппе. Жевержеевой, однако, достались только роли в кордебалете. Постепенно
Дягилев разрешил ей танцевать небольшие сольные партии, наиболее выразительной из которых стала роль в «Триумфе Нептуна».
Брак с Баланчиным очень скоро дал трещину: супруги часто ссорились и имели разные взгляды на жизнь и искусство. Жевержеева скучала в Монте-Карло, где обосновалась труппа Дягилева, ей хотелось реализовать себя не только в балете, но и в театре и кино. В 1926-м Жевержеева ушла от Баланчина, однако официально оформить развод они не смогли, так как документы остались в России. Тогда же она приняла приглашение перейти в «Летучую мышь» Никиты Балиева, вместе с которым в 1927 году переехала в Америку. С Баланчиным, тем не менее, они сумели сохранить дружеские отношения и впоследствии неоднократно работали вместе.

### В эмиграции
Поселившись в США, Тамара взяла творческий псевдоним Geva (Джева). Она выступала на Бродвее, сыграв в мюзиклах Whoopee! (1928), Three's a Crowd (1930) and Flying Colors (1932). В 1934—1935 она провела сезон с Американским балетом Баланчина в роли приглашённой звезды. Баланчин поставил для неё сложную хореографическую композицию на фантазию Шуберта «Скитальца», имевшую большой успех: на премьере в декабре 1934 года в Нью Йорке её вызывали на поклон 17 раз.
После сезона с Баланчиным Джева решила сосредоточиться на театре. В 1936 году Тамара исполнила роль Веры Барновой в бродвейском мюзикле Ричарда Роджерса и Лоренца Харта On Your Toes. Хореографию для сцены «Убийство на Пятой авеню» создал Баланчин, позднее она превратилась в самостоятельный балет. On Your Toes пользовалась ошеломляющим успехом, рецензии в газетах наперебой хвалили мастерство танцовщицы и актрисы Жевержеевой: созданное ей с Баланчиным сочетание классического балета с современными джазовыми движениями стало началом целого жанра, набиравшего популярность с 1930-х по 1950-е годы.
С 1931 года Джева снималась в кино: она сыграла в фильмах heir Big Moment (1934), Manhattan Merry-Go-Round (1937) и Orchestra Wives (1942), и многих других. Джева поставила хореографию для вышедшего в 1946-м фильма Бена Хекта о Вацлаве Нижинском Specter of the Rose.
В 1938 году в Лондоне вместе с Рэймондом Месси она исполнила главную роль в спектакле Idiot’s Delight Роберта Шервуда. В 1941-м она играла в Нью-Йорке в спектакле Trojan Women, в 1947-м — в Лос-Анджелесе в No Exit по Сартру. В 1953-м исполнила главную роль в мюзикле Misalliance по Бернарду Шоу.
В 1959-м году вместе с Хэйлой Стоддарт Джева выпустила музыкальную комедию Come Play With Me.
В 1972 году Джева опубликовала книгу мемуаров «Воспоминания», в основном посвящённую детским годам, семье и их жизни в Санкт-Петербурге.
Последней ролью Джевы стала картина Frevel, выпущенная в 1983 году.
Тамара была замужем за американским актёром Гарабедом Тавитяном. 29 июня 1942 года вышла замуж за актёра Джона Эмери, однако этот брак также закончился разводом в 1963 году. Детей у Тамары не было.
Тамара Жевержеева скончалась в возрасте 91 года 9 декабря 1997 года в своём доме на Манхэттене.

## Комментарии
1. ↑  21-летняя балерина погибла на лодочной прогулке: моторная лодка, в которой она и её попутчики шли по Морскому каналу, столкнулась с пароходом. Друзья и коллеги были уверены, что Иванову убили — находившиеся с ней в одной лодке А. Языков, Е. Гольдштей и И. Родионов сотрудники ГПУ были благополучно спасены. Самого столкновения с пароходом лодка, как выяснилось, могла легко избежать, кроме того, Лидия хорошо плавала. Уголовное дело в связи с её смертью было быстро прекращено, а тела так и не нашли[5]